# Mi-temps thérapeutique
Le temps partiel thérapeutique est la dénomination pour la reprise du travail à temps partiel pour motif thérapeutique. Prescrit par le médecin traitant, il a pour objectif d'offrir une période de réadaptation progressive au travail, limitée généralement à six mois au maximum, avec une limite de trois ans, permettant au patient de bénéficier :
- d'un aménagement du temps de travail, adapté à ses capacités en période de convalescence (horaires à déterminer conjointement entre l’employé et l’employeur, sur la base des recommandations du médecin traitant et du médecin du travail) ;
- L'employeur le rémunère en fonction des heures travaillées, tandis que la caisse de Sécurité sociale peut verser des indemnités journalières pour les périodes non travaillées.